# 쿠로사기 (드라마)
《쿠로사기》(일본어: クロサギ, Kurosagi)는 일본 TBS에서 2006년 4월 14일부터 6월 23일까지 방송된 11부작 텔레비전 드라마이다. 2008년 3월 8일에는 속편의 극장판 《쿠로사기》가 개봉하였다.

## 드라마, 원작만화와의 차이점

### 주요인물
- 쿠로사키와 요시카와와의 만남(원작에서는 미용품 사기때에 알게 된다).
- 카츠라기의 가게가 레스토랑&바(원작에서는 스넥 「침나무」).
- 하야세의 성별(원작에서는 남자).
- 카시나 마사루의 나이와 가족의 설정. 원작보다 연상으로, 아버지(원작에서는 숙부)가 사기꾼.
- 원작에서는 거의 나오지 않는모모야마 테츠지가, 드라마에서는 가끔 등장하고 있다.

### 기타 인물
- 쿠로사키 료이치(쿠로사키의 아버지), 마츠무라 케이스케·마츠무라 야스코·마츠무라 카츠마(요시카와의 숙부, 숙모, 사촌형제)가, 원작에서는 미등장.(쿠로사키 료이치는 쿠로사키의 아버지로서 이름만 등장)
- 제7회, 카미요 마사토의 그녀(드라마 오리지널).
- 제9회, 오사와 히로미(드라마 오리지널).

### 시로 사기
- 첫1회, 대출 사기 아라가와 나미에의 성별 (원작에서는 남자).
- 제2회, 타나베 사토시와 타나베 미사키의 이름 (원작에서는 후지미와 하네다).
- 제6회, 스케다카 하쿠도의 이름 (원작에서는 사다카 히로시).
- 제7회, 코지 마사토의 이름 (원작에서는 카가미 사토시·남자).
- 제9회, 사에지마 요코의 이름과 성별 (원작에서는 소에지마 요·남자).
- 제10회, 에모리 키미코의 이름과 성별 (원작에서는 에모리 키미요·남자).

### 장면 및 설정
- 제1회, 피해자 마츠무라 케이스케가, 원작에서는 여성.
- 제2회, 미시마 유카리가 피해를 당한 사기(원작에서는 미용품 사기이지만, 드라마에서는 결혼 사기)
- 제8회, 큰 비의 씬은 드라마 오리지널.
- 제8회, 호시야 스미코와 쿠로사키의 신데렐라의 이야기(드라마 오리지널).
- 제10회, 원작 미완결이기 때문에, 원작 베이스의 오리지널.
- 그외, 가끔 회상 씬으로 나오는 쿠로사키 료이치에 의한, 가족자살 씬은 드라마 오리지널.

## 등장 인물

### 주인공
- 쿠로사키 (야마시타 토모히사)
  - 외관은 평범한 청년이지만, 법률을 상당한 잘 알고 있으며, 연기실력 또한 뛰어나다. (사기 상대)일이 없을 때는 항상 법과 화술, 심리술의 공부를 게을리하지 않는다. 사람의 신세를지는 것을 싫어하고 다른 사람의 호의에 의해 대가를 달라고 하는 것은 싫어한다. 자신이 살고 있는 맨션의 주인이기도 하다. 그 건물은 2년전의 사기 사건을 계기로 이전 소유자로부터 물려 받았다. 중학교 3학년 때 아버지가 체인점 개업 사기 피해를 당해, 가족 동반 살해로 장남인 쿠로만이 목숨을 건졌다는 과거를 가지고 있다. 그래서인지 왼쪽 하복부에 큰 수술 자국이 있다. 이후 고등학교에 진학하고 나서 바로 중퇴. 사기꾼 경력 최소 2년 이상 있다고 추측된다. 가족 동반 자살의 원인이 된 은행에 대해서도 조금은 혐오감을 가지고 있다. 사기를 당한 피해자(의뢰인)에게 사기와 사기꾼 정보를 얻고, 그것을 바탕으로 일하는 패턴이 많다. 고객에게 그 정보의 대가로 그 사기 피해액의 돈을 받는다. 면허증을 많이 가지고 있지만 모두 사용하는 용도가 달라 이름 또한 다르다. 대부분 위조로 실제로 면허를 가지고 있는지는 알 수 없다. 휴대전화도 많이 보유하고 있다. 또한 대상 사기꾼을 만날 때 변장으로 안경을 쓰는 경우가 많다. 할 줄 아는 요리가 없어 평소에 간식 혹은 컵라면 밖에 먹지 않고, 또한 단음식을 많이 좋아한다. 쿠로라는 고양이를 기르고 있다.

- 요시카와 츠라라 (호리키타 마키)
  - 본작의 히로인. 검사 지망생으로 마사카즈대학 법학부 3학년. 쿠로사기가 소유한 맨션에 세들어 살고 있다. 쿠로사기의 과거를 알게 되면서, 쿠로사기가 하고 있는 사기 일을 이해하고 호의를 품게 된다. 하지만 검사를 지망한다는 입장으로서 사기꾼으로 범죄에 관련된 쿠로사기에 대해 갈등하게 된다. 쿠로사기에게 좋아하는 것을 고백하지만, 표면적으로 거절당한다. 월세가 저렴하지만, 커피가게에서 아르바이트일을 하며 생활하고 있기 때문에 생활에는 그다지 문제가 없다. 쿠로사기가 키우는 고양이 쿠로에게 먹이를 주고 귀여워하고 있지만, 주인인 쿠로사키에는 조금 불편함을 갖고 있다. 가정 환경이 좋지 못해 어머니가 일해서 번 돈을 빼앗아가는 아버지를 미워하고 있으며, 나쁜 놈을 꼭 잡고 싶다는 정의감으로 검사를 목표로한다. 우등생 타입의 고지식한 성격이다.

### 주변 인물
- 시라이시 요이치 (카토 코지)
  - 사람을 먹이로 하는 잘못된 생각을 하는 대기업을 기준으로, 부정을 한 대기업만을 대상으로 하는 사기꾼이다. 금전적인 피해보다 사회적 지위와 신뢰를 실추를 노린다. 외관은 신사 풍의 남자로, 인당이 좋고, 다른 사람에게 신뢰받는 성격으로, 긴 기간에 걸쳐 대상 기업의 신뢰를 얻어내, 사기를 친다는 용의 주도함을 가지고 있다.

- 카시나 마사루 (아이카와 쇼)
  - 마사카즈대학 법학부 출신의 경찰청의 캐리어조 엘리트. 현재 우에노 하가시경찰서 지능 범계의 경부보. 사기 사건에 관해 유독 다른 범죄보다 관심을 보이고 경우에 따라서는 관할 밖의 사기 사건도 수사를 한다. 정의감이 강하지만, 프라이드가 높고, 화낼 때 폭력을 휘두르는 등 공격적인 일면도 있고 사기꾼인 쿠로사키에 대해서는 특히 적의를 품고 있다.

- 미시마 유카리 (이치카와 유이)
  - 츠라라의 친구로, 같은 대학 문학부 3학년. 화장품 사기사건을 계기로 쿠로사기를 좋은 사람이라고 생각하게 된다. 그 이후, 취업 사기, 여행사 사기 등 다양한 의뢰를 쿠로사기에게 준다. 츠라라의 쿠로사기에 대한 마음을 알게 된 후 츠라라를 차갑게 대한다.

- 카츠라기 토시오 (야마자키 츠토무)
  - 도쿄의 오카치마치에 위치한 경식당 "카츠라"의 오너. 그 정체는 사기꾼 정보 등을 제공하는 장사꾼이며, 사기 업계에서는 이 남자에게 잘못 보이면 끝이라고 말할 정도로 사기업계의 거물이기 때문에 사기꾼들의 정점에 서있는 해결사이다. 쿠로사기에게는 "아버지"라고 불리고 있다. 쿠로사기에도 사기꾼과 사기 피해자 등의 재료를 판매하고 있다. 쿠로사기와는 동료라기보단 협력 업체로, 또 자신의 뜻에 맞지 않은 사기꾼에 제재를 내리기 위한 자객으로 이용하고 있는 것에 지나지 않는다. 쿠로사키 아버지가 당한 사기의 계획을 세운 인물이기도 하다. 현재 왜 사기꾼 세계의 일선에서 물러난지는 불명이다. 또한 요리가 특기로 그가 쿠로사기와 만나는 장면에서는 항상 무언가 요리를 하고 있다.

- 모모야마 테츠지 (타야마 료세이)
  - 우에노 하가시경찰서 지능 범계의 경부보. 쿠로사기 사건을 입증하지 못해, 죄책감에서 보지 못한 척하지만 큰 아쉬움을 가지고 있다.

- 하야세 (오쿠누키 카오루)
  - 카츠라기의 비서로 그의 잡일을 대신 봐주고 있다. 하야세의 아버지도 카츠라기의 사기계획에 휘말려 사망했다.

- 미키모토 (키시베 시로) ※최종화와 영화판에서 등장.
  - 카츠라기 사기그룹에 속해 있었으며, 쿠로사기의 아버지 체인점 개업사기에 관련된 직접적인 인물이다. 본명은 알 수 없으며, 사기꾼으로 활동할때는 "미키"란 이름으로 바꾸고 일을 하고 있다.

- 쿠로 료이치 (스기모토 텟타)
  - 쿠로사기의 아버지로 평범하게 서점을 하고 있었지만, 카츠라기 사기그룹에 당해 빚에 쫓기게 되면서 일가족 자살을 도모한다.

- 오오사와 유코 (레이나)
  - 츠라라가 동경하는 학교 선배로 대학원에서 법률 연구를 하고 있다.

### 게스트 출연
- 제1화 사기꾼을 속이는 사기 (대출 사기)
  - 스기타 카오루 <우정출연>
  - 오미 토시노리
  - 니토 유코
  - 시부야 타케루
  - 카메이 아키오
  - 시노다 카오루
  - 하마다 미치히코
- 제2화 친구의 누나는 결혼사기 (결혼 사기)
  - 코야마 케이치로
  - 오자와 마쥬
  - 코바야시 스스무
- 제3화 5천만 다이아의 행방 (보석 사기)
  - 사카이 마사아키
  - 키리타니 켄타
  - 타카하시 마이
- 제4화 최강의 적 쿠로사기 핀치 (대기업 사기)
  - 오노 타케히코
- 제5화 연인의 아버지를 속일 수 있을까? (브랜드 사기)
  - 이즈미야 시게루
  - 나가시마 에이코
  - 타나카 요지
- 제6화 라이벌 카시나 형사의 과거 (공제 조합 사기)
  - 쿠로사와 토시오
  - 한카이 카즈아키
- 제7화 노인의 적 영력 사기꾼과 대결 (영감 상법 사기)
  - 우츠미 케이코
  - 하라다 나츠키
  - 하세가와 마유미
- 제8화 부실공사 주택사기의 원한 (결함 주택 사기)
  - 오오츠카 네네
  - 츠루미 신고
- 제9화 전 여배우 출신의 사기꾼과 연기비교 (위장 사기)
  - 카타히라 나기사
  - 시라카와 유미
- 제10화 쿠로사기에게 체포영장 (통신 판매 사기)
  - 이시다 아유미
  - 마츠무라 쿠니히로
  - 나츠하라 다케시 :원작자 <특별출연>
- 최종화 안녕, 쿠로사기 (통신 판매 사기, 프랜차이즈 체인 사기)
  - 마츠이 나오미
  - 니탄다 마사즈미
  - 하기와라 마사토
  - 미노 몬타 <특별출연>
  - 시노자키 에리코 :각본가 <특별출연>
  - 스기타 카오루 <우정출연>

## 제작진
- 원작 : 쿠로마루, 나츠하라 다케시 (쇼가쿠칸 발행 "주간 영 선데이" 연재)
- 각본 : 시노자키 에리코
- 음악 : 야마시타 코스케
- 원안 협력 : (쇼가쿠칸 "주간 영 선데이" 편집부)
- 프로듀서 : 이요다 히데노리 , 마츠바라 히로시 (TBS)
- 연출 : 이시이 야스하루, 히라노 슌이치, 무토우 준
- 제작 : TBS 텔레비전
- 저작권 : TBS

## 주제가
- 야마시타 토모히사 〈안아줘 세뇨리타(抱いてセニョリータ)〉

## DVD
- "쿠로사기" DVD-BOX 초회 한정판 2006년 9월 22일 발매.
- 내용
  - 1. 메이킹 풍경
  - 2. "쿠로사기" 제작 발표 모습
  - 3. 출연자 인터뷰! (야마시타 토모히사, 호리키타 마키)
  - 4. 크랭크업 모습 (야마시타 토모히사, 호리키타 마키 외 주요 출연배우의 크랭크업 때의 모습을 완전 공개!)
  - 5. 드라마 방송 전에 TBS에서 방송된 특집 프로그램, 정보 프로그램의 내용을 담은 영상과, 야마시타 토모히사, 호리키타 마키 등 출연자의 미공개 영상도 화려하게 수록!
- 수록
  - 본편: 510분 (1권 ~ 4권)
  - 영상 특전 : 약 100분 (5권)

### 부제목과 방영일, 시청률
| 각 화                                     | 방송일          | 부제(원어)                 | 부제(풀이)                         | 시청률 |
| ----------------------------------------- | --------------- | -------------------------- | ---------------------------------- | ------ |
| 제1화                                     | 2006년 4월 14일 | 詐欺師を騙す詐欺           | 사기꾼을 속이는 사기               | 18.8%  |
| 제2화                                     | 2006년 4월 21일 | 親友の姉は結婚詐欺         | 친구의 누나는 결혼사기             | 16.9%  |
| 제3화                                     | 2006년 4월 28일 | 宝石詐欺5千万ダイヤの行方  | 보석사기 5천만 다이아의 행방       | 16.0%  |
| 제4화                                     | 2006년 5월 5일  | 最強の敵黒崎ピンチ         | 최강의 적 쿠로사기 핀치            | 16.7%  |
| 제5화                                     | 2006년 5월 12일 | 明日やろうは馬鹿野郎ですか | 연인의 아버지를 속일 수 있을까?    | 12.7%  |
| 제6회                                     | 2006년 5월 19일 | ライバル神志名刑事の過去   | 라이벌 카시나 형사의 과거          | 16.4%  |
| 제7회                                     | 2006년 5월 26일 | 恋と花火はいつ散りますか？ | 연인의 아버지를 속일 수 있을까?    | 16.4%  |
| 제8회                                     | 2006년 6월 2일  | 欠陥住宅詐欺の恨み         | 부실공사 주택사기의 원한           | 14.5%  |
| 제9회                                     | 2006년 6월 9일  | 元女優の詐欺師と演技比べ   | 전 여배우 출신의 사기꾼과 연기비교 | 15.8%  |
| 제10회                                    | 2006년 6월 16일 | 黒崎に逮捕状               | 쿠로사기에게 체포영장              | 15.4%  |
| 최종회                                    | 2006년 6월 23일 | さよなら黒崎               | 안녕, 쿠로사기                     | 16.9%  |
| 평균 시청률: 15.7%                        |                 |                            |                                    |        |
| (시청률은 간토 지방·비디오 리서치사 조사) |                 |                            |                                    |        |